# Cyklistická trasa 12

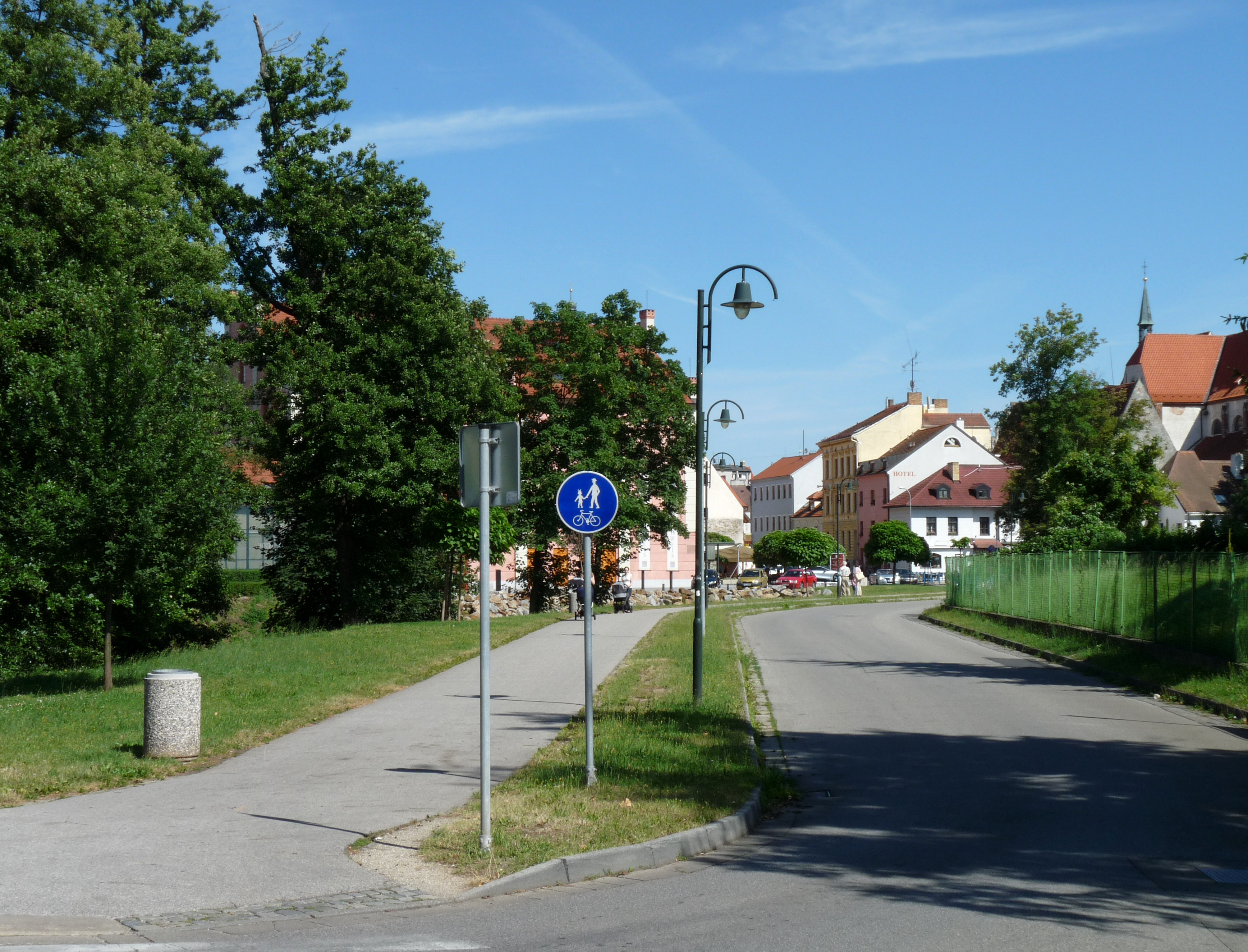
U Mlýnské stoky v Českých Budějovicích

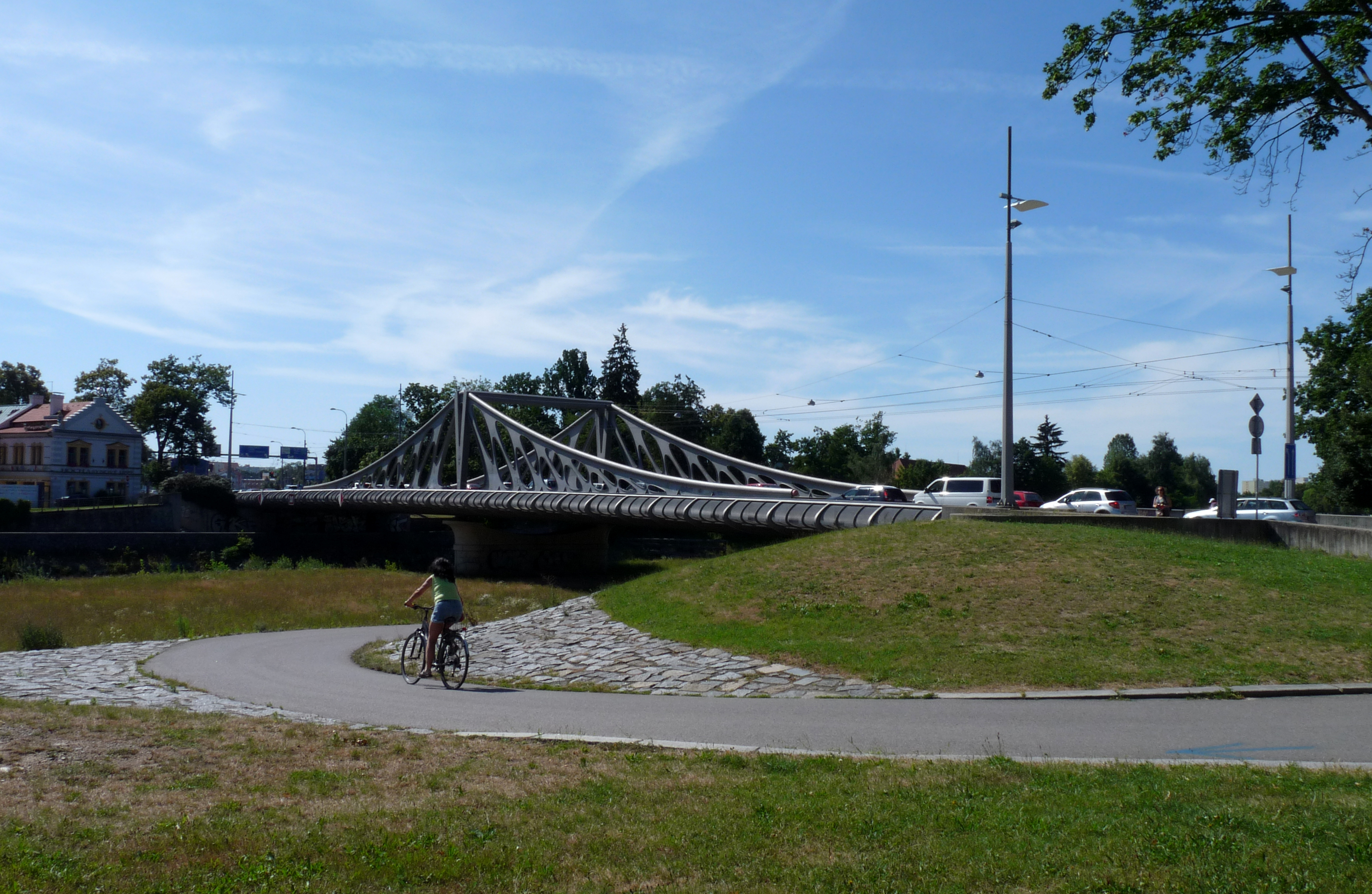
U Dlouhého mostu v Českých Budějovicích

Cyklistická trasa 12 je cyklistická trasa Klubu českých turistů I. třídy určená pro cyklistiku vedená mezi obcemi Dolní Dvořiště a Lom. Prochází okresy Český Krumlov, České Budějovice a Tábor. Délka trasy je 111,5 km. Vzdálenost vzdušnou čarou je 81 km. Je součástí evropské cyklistické trasy EuroVelo 7 (Středoevropská trasa).
| Křížení s jinými cyklistickými trasami |                                  |                             |                                   |             |
| km                                     | bod                              | navazující, křižující trasy | souřadnice                        | nadm. výška |
| 0                                      | Dolní Dvořiště, hraniční přechod |                             | 48°38′38″ s. š., 14°27′15″ v. d.* | 624 m *     |
| 27,5                                   | Český Krumlov                    | 1047                        | 48°48′53″ s. š., 14°18′47″ v. d.* | 519 m *     |
| 53                                     | České Budějovice, Háječek        | 122 1018 1050 1096 1100     | 48°58′20″ s. š., 14°28′22″ v. d.* | 385 m *     |
| 63                                     | Hluboká nad Vltavou, rozcestí    | 1078 1079 1080 1081 1082    | 49°2′57″ s. š., 14°26′29″ v. d.*  | 375 m *     |
| 111,5                                  | Lom                              | 11 31 32                    | 49°21′46″ s. š., 14°37′41″ v. d.* | 465 m *     |

* přibližný údaj

## Obce na trase
- Dolní Dvořiště
- Rožmitál na Šumavě
- Český Krumlov
- Zlatá Koruna
- Kamenný Újezd
- Boršov nad Vltavou
- České Budějovice
- Hluboká nad Vltavou
- Dolní Bukovsko
- Zálší (okres Tábor)
- Hlavatce (okres Tábor)
- Želeč (okres Tábor)
- Lom (okres Tábor)